# Acrisis fuscipes
Acrisis fuscipes är en stekelart som beskrevs av Hellen 1957. Acrisis fuscipes ingår i släktet Acrisis och familjen bracksteklar. Inga underarter finns listade i Catalogue of Life.